# سوفیا کایرو
سوفیا کایرو (اسپانیایی: Sofía Cairó‎؛ زادهٔ ۸ اکتبر ۲۰۰۲) بازیکن هاکی روی چمن زن اهل آرژانتین است.